# Kanton Givry
Givry is een kanton van het Franse departement Saône-et-Loire. Het kanton maakt deel uit van het arrondissement Chalon-sur-Saône.

## Gemeenten
Het kanton Givry omvatte tot 2014 de volgende 17 gemeenten:
- Barizey
- Charrecey
- Châtel-Moron
- Dracy-le-Fort
- Givry (hoofdplaats)
- Granges
- Jambles
- Mellecey
- Mercurey
- Morey
- Rosey
- Saint-Bérain-sur-Dheune
- Saint-Denis-de-Vaux
- Saint-Désert
- Saint-Jean-de-Vaux
- Saint-Mard-de-Vaux
- Saint-Martin-sous-Montaigu

Door de herindeling van de kantons bij decreet van 18 februari 2014, met uitwerking op 22 maart 2015 werd het kanton uitgebreid met alle 27 gemeenten van het opgeheven kanton Buxy, en werden 3 gemeenten overgedragen aan het kanton Chagny.
Sindsdien omvat het kanton volgende 41 gemeenten : 
- Barizey
- Bissey-sous-Cruchaud
- Bissy-sur-Fley
- Buxy
- Cersot
- Châtel-Moron
- Chenôves
- Culles-les-Roches
- Dracy-le-Fort
- Fley
- Germagny
- Givry
- Granges
- Jambles
- Jully-lès-Buxy
- Marcilly-lès-Buxy
- Mellecey
- Mercurey
- Messey-sur-Grosne
- Montagny-lès-Buxy
- Moroges
- Rosey
- Saint-Boil
- Saint-Denis-de-Vaux
- Saint-Désert
- Saint-Germain-lès-Buxy
- Saint-Jean-de-Vaux
- Saint-Mard-de-Vaux
- Saint-Martin-d'Auxy
- Saint-Martin-du-Tartre
- Saint-Martin-sous-Montaigu
- Saint-Maurice-des-Champs
- Saint-Privé
- Saint-Vallerin
- Sainte-Hélène
- Santilly
- Sassangy
- Saules
- Savianges
- Sercy
- Villeneuve-en-Montagne